# Echinacea paradoxa

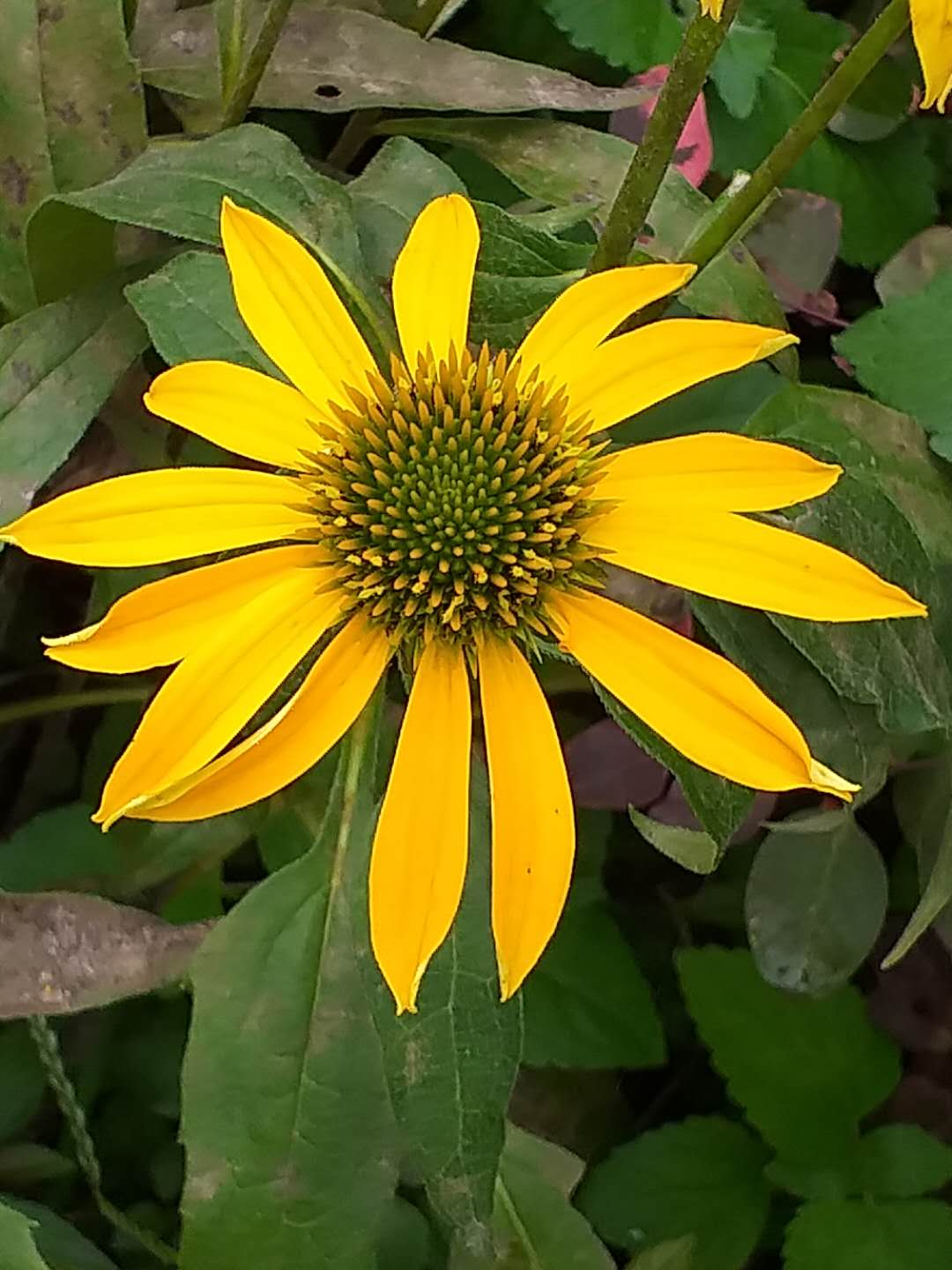

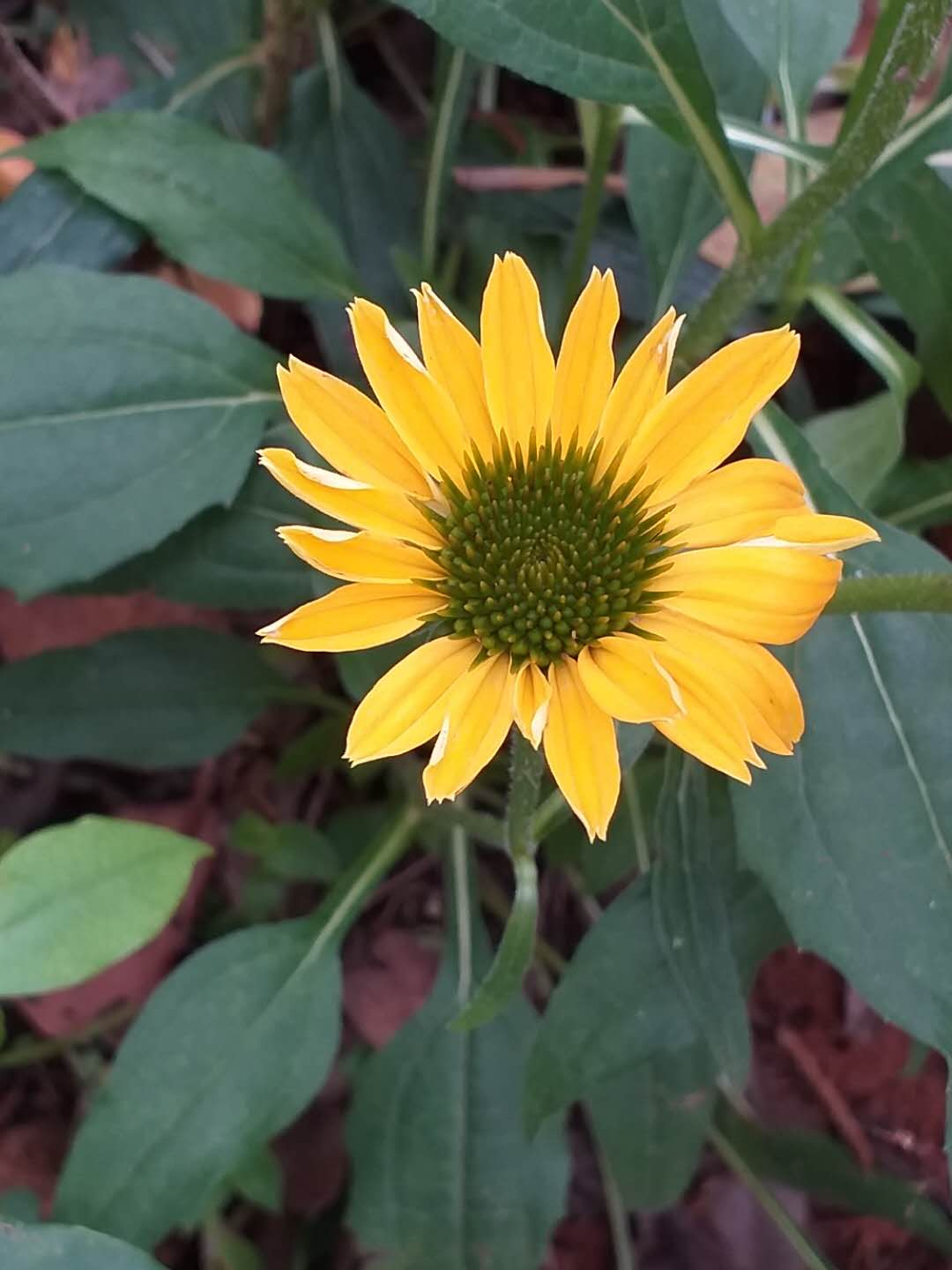

Echinacea paradoxa là một loài thực vật có hoa trong họ Cúc. Loài này được (Norton) Britton mô tả khoa học đầu tiên năm 1913. Đây là thực vật có hoa Bắc Mỹ bản địa nam Missouri, Arkansas, và nam trung bộ Oklahoma, với với một quần thể cô lập được báo cáo từ quận Montgomery ở phía đông Texas. Loài này được liệt kê là bị đe dọa ở Arkansas.
Echinacea paradoxa là một loại thảo mộc lâu năm cao tới 90 cm.